# Луций Верулан Север
Луций Верулан Север (лат. L. De Verulam Aquilonem) — политик ранней Римской империи в I век н. э.
Луций Верулан Север был консулом-суффектом в 67 году н. э. вместе с Луцием Аврелием Приском и Аппием Аннемй Галлом.